# Tesoro de Pereshchepina
El Tesoro de Pereshchepina (en ucraniano: Переще́пинський скарб, Малопереще́пинський скарб, en búlgaro: Съкровище от Мала Перешчепина) es un depósito mayor de objetos bizantinos, búlgaros, sasánidas, y ávaros del período de Volkerwanderung. 
El depósito fue descubierto en el año 1912 en el pueblo de Mala Pereshchepina (a 13 km de Poltava, Ucrania) por un pastor que literalmente tropezó con una vasija dorada y cayó en la sepultura de Kubrat, el fundador de la Gran Bulgaria y padre de Asparuh, fundador del Primer Imperio Búlgaro. El tesoro fue extraído bajo la supervisión del conde Aleksey Bobrinsky, un renombrado arqueólogo, que publicó su descripción en el año 1914.

El tesoro contiene más de 800 piezas, preservadas en el Museo del Hermitage, San Petersburgo. Hay 19 vasijas de plata y 16 vasijas de oro, incluyendo un destacado rhyton y restos de otro. La web oficial del museo habla de 
un objeto con cobertura de oro, una espada bien conservada con una terminación en forma de anillo y oro en la empuñadura y la vaina… joyería de oro — un torque, un pendiente, siete brazaletes y siete anillos con incrustaciones de piedras preciosas (amatistas, zafiros, ojos de tigre, granates, cristal de roca, y esmeraldas)… y placas cuadradas de oro para el recubrimiento de una construcción funeraria de madera".
El peso total de oro del depósito excede los 25 kilogramos, y el de los objetos de plata los 50 kilogramos.
Entre los descubrimientos más interesantes se encuentra un collar de monedas de oro bizantinas, que data del reinado del emperador Mauricio (582–602) al de Constante II (641–668). Existe además un plato sasánida portando la imagen de Sapor II (309–379), y un plato bizantino con una inscripción del obispo de Tomis del siglo VI.
Aunque la Gran Enciclopedia Soviética era entusiasta en atribuir el tesoro a un "jefe eslavo" que supuestamente saqueó los objetos durante "un asalto contra Bizancio", muchos eruditos están de acuerdo que el tesoro marca la sepultura de Kubrat, el primer jan avalado de los búlgaros. Esta conclusión está basada en el descubrimiento en el yacimiento del sello de Kubrat, con la inscripción "Houvr(a)tou patr(i)k(iou)", indicando el estatus de patricio del que disfrutó en la corte de Heraclio. El tesoro de Pereshchepina es una de las manifestaciones más intensas de la cultura de la Antigua Gran Bulgaria.